# Najmeh Abtin
Najmeh Abtin (in persiano نجمه آبتین‎; 12 agosto 1982) è un'ex arciera iraniana.
Specialista dell'arco olimpico, ha partecipato ai giochi olimpici di Pechino 2008.

## Biografia

### Campionati asiatici
Najmeh Abtin ha preso parte a un'edizione dei campionati asiatici di tiro con l'arco, nel 2007 a Xi'an.
Nell'individuale è stata la migliore delle quattro arciere iraniane nelle qualificazioni, al termine delle quali chiuse trentaduesima, ma è stata sconfitta da Urantungalag Bishindee al primo turno della fase a eliminazione diretta.

### Campionati mondiali
La sua prima esperienza ai mondiali fu in occasione di quelli disputati in Germania, a Lipsia, nel luglio 2007, sia nell'individuale che nella gara a squadre femminile.
Nella gara individuale fu 66ª nel turno di qualificazione. Nella fase a eliminazione è stata sconfitta al primo turno dalla tedesca Anja Hitzler.
Nella qualificazione della gara a squadre, le arciere iraniane (oltre a Najmeh Abtin, Shahrzad Allahyari e Houmat Heidari) furono ventisettesime, e non riuscirono pertanto a qualificarsi per la fase successiva, limitata a 16 team partecipanti.
Quattro anni più tardi, a Torino 2011, nel concorso individuale fu solo 135ª nel turno di qualificazione, mancando così l'accesso alla fase ad eliminazione diretta. Fu poi una delle tre arciere (assieme a lei, Fateme Farashi e Arezoo Heidari) che componeva la squadra femminile che, con il 39º posto nel preliminare, non riuscì a qualificarsi per la fase ad eliminazione diretta.

### Giochi olimpici

#### Pechino 2008
La sua unica esperienza olimpica la ebbe in occasione dei giochi di Pechino 2008, ai quali si è qualificata grazie al secondo posto nel torneo di qualificazione disputato a Boé a giugno 2008. Nel round di qualificazione dell'individuale femminile fu 60ª con 568 punti. Nella fase ad eliminazione diretta venne sconfitta al primo turno dall'arciera nordcoreana Kwon Un Sil, la quale avrebbe poi ottenuto la quarta piazza.

### Giochi asiatici indoor
L'anno dopo la partecipazione olimpica, ha partecipato al torneo di tiro con l'arco indoor nell'unica occasione in cui questo sport è stato incluso nei Giochi asiatici indoor, Hanoi 2009.
Le tre arciere iraniane (oltre a Najmeh Abtin, Shaghaghi Farnoush e Shiriyan Yasaman) vinsero la medaglia di bronzo nella gara a squadre. Nell'individuale giunse invece 19ª nelle qualifiche mancando l'accesso alla fase ad eliminazione diretta.